# Interface réseau
Dans le domaine des télécommunications et des communications informatiques, le terme Interface réseau peut signifier :
- La partie qui assure la connexion entre un terminal utilisateur et un réseau public ou privé
- La carte réseau d'un ordinateur, dans un vocabulaire ancien
- Le point de connexion entre deux réseaux